# Shravakayana
Shravakayana (sanskrit IAST : śrāvakayāna, « véhicule des shravaka »)  est, selon le bouddhisme mahāyāna l'une des deux voies du petit véhicule ou hinayāna (l'autre étant le pratyekabuddhayāna).
Ce « véhicule des auditeurs » est parfois considéré avec dédain par les adeptes du courant mahāyāna, car ses fidèles ne cherchaient pas à ce que tous les êtres atteignent le nirvāna. Les termes shrāvakayāna et bodhisattvayāna (le véhicule des bodhisattvas) sont plus anciens que leurs équivalents péjoratifs hinayāna (le véhicule déficient – hina) et mahāyāna.